# نوادي ليونز الدولية
نوادي ليونز الدولية (بالإنجليزية: Lions Clubs International)‏ نادي خدمة ومنظمة خيرية عالمية, لديها مايفوق 44.500 نادي، ويفوق عدد أعضائها 1.4 مليون عضو في 203 بلد حول العالم.
يقع مقرها في قرية أوك بروك، إلينوي، وتقوم المنظمة بمحاولة تلبية احتياجات المجتمعات المحلية على النطاقين المحلي والعالمي.

## التأسيس
تأسست الليونز في 1917 من قبل ملفن جونس وهو رجل أعمال من مدينة شيكاغو، حيث تسائل جونز بحضور زملاء له:«ماذا لو قام هؤلاء الرجال الذين هم ناجحون بسبب حسهم القيادي وذكائهم وطموحهم قاموا بتركيز مواهبهم للعمل من أجل تتطوير مجتمعاتهم؟».
وشعار جونز الخاص به «لايمكنك أن تصل إلى أقصى ماتستطيع مالم تبدأ بالقيام بشيئ ما لصالح شخص آخر» ، ليتأسس النادي متخذاً من «نحن نخدم» "We Serve" شعاراً له.
وتركز الليونز نشاطاتها على برامج توعوية من قبيل حفظ البصر، رفع الوعي حول مرض السكري، توعية الشباب، العلاقات الدولية والقضايا البيئية إضافةً لغيرها من البرامج.

## الأهداف
ويتجلى نشاط الليونز في: الدعوة إلى الإخاء والحرية والمساواة، وتنمية روح الصداقة بين الأفراد، والاهتمام بالرفاهية الاجتماعية. لا يستطيع أي شخص أن يقدم طلب انتساب إلى الليونز، وإنما هم الذين يرشحونه ويعرضون عليه ذلك. ومن أهدافها الأنشطة الاجتماعية لاستقطاب المفكرين والذين يرغبون في أداء عمل تطوعي يخدم المجتمع.

## العضوية

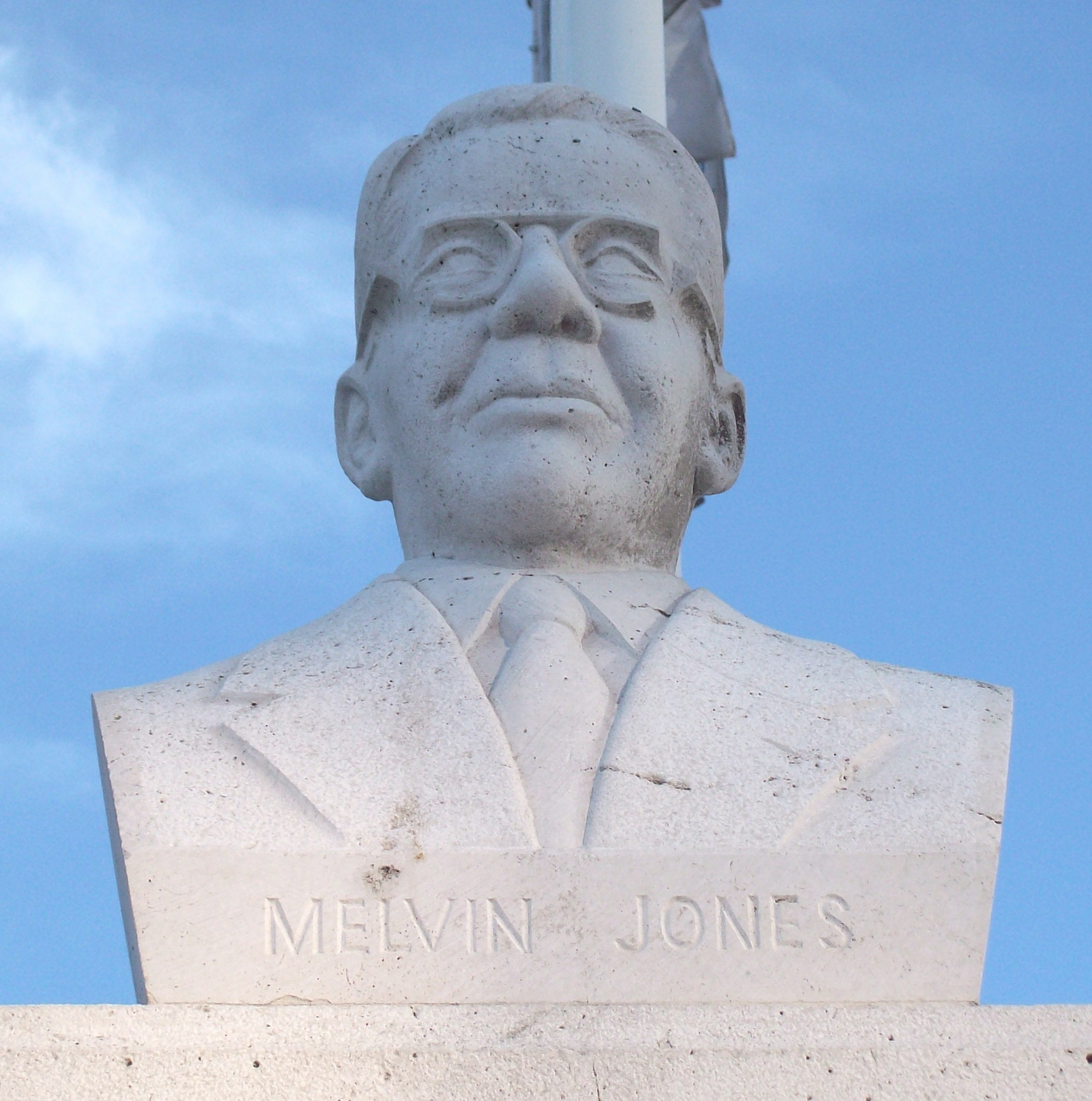
تمثال نصفي لملفن جونز في مدريد ، إسبانيا

العضوية في نادي الليونز عن طريق «الدعوة فقط» كما هو منصوص عليه في الدستور واللوائح. يحتاج جميع المتقدمين من الأعضاء إلى راع يكون عضوًا نشطًا وذو مكانة جيدة في النادي الذي ينوي الانضمام إليه. بينما يمكن لمقدم الطلب الحصول على الرعاية من أجل أن يصبح عضوًا شرعيًا، فإن الرعاية ليست ضمانًا للعضوية. لا يزال قبول العضوية خاضعًا لموافقة غالبية أعضاء مجلس إدارة النادي. يختار نادي الليونز أعضائه بجد لأنه يتطلب وقتًا والتزامات مالية. يجب أن يكون المتقدمون المحتملون شخصًا ذا شخصية أخلاقية جيدة في مجتمعه أو مجتمعها. يتم تشجيع الحضور في الاجتماعات على أساس شهري أو كل أسبوعين. نظرًا للطبيعة الهرمية لـ أندية الليونز الدولية، يتمتع الأعضاء بفرصة التقدم من نادٍ محلي إلى مكتب في المنطقة، والمنطقة، والمنطقة المتعددة، والمستويات الدولية. في عام 1987 تم تعديل دستور أندية الليونز الدولية للسماح للمرأة بأن تصبح عضوًا. منذ ذلك الحين، استقبلت العديد من الأندية النساء، لكن بعض الأندية التي لا تزال موجودة فقط للرجال. في عام 2003، استقال 8 من أصل 17 عضوًا في نادي ليونز في ورسيستر بإنجلترا عندما انضمت امرأة إلى النادي. تستمر أعداد عضوية النساء في الازدياد في جميع أنحاء الجمعية. من بين الأعضاء المشهورين والجدير بالذكر في منظمة الليونز الدولية الرئيس الأمريكي السابق جيمي كارتر؛  صاحبة السمو الملكي صوفي، كونتيسة ويسيكس، عضو نادي ووكينغهام ليونز والراعي الملكي لنوادي الليونز في الجزر البريطانية؛  أميليا إيرهارت،  رائدة طيران أمريكية ومؤلفة ومدافعة عن حقوق المرأة؛ ريتشارد إي بيرد،  أميرال في البحرية الأمريكية، طيار، رائد ومستكشف قطبي. وهيلين كيلر، كاتبة ومحاضرة وناشطة اجتماعية أمريكية.
ـ شروط العضوية في هذه النوادي لا تختلف كثيرًا عن شروط العضوية في نوادي الروتاري.
ـ لا يستطيع أي شخص أن يقدم طلب انتساب إليها، إنما هم الذين يرشحونه لذلك.

## الهيكل التنظيمي
• تتشابه أندية الليونز مع أندية الروتاري في وضع نظام شبه جغرافي يقسم العالم إلى عدد من التكتلات حسب كثافة انتشار الأندية ولكل تكتل رقم خاص ويتكون التكتل الواحد من دولة أو عدد من الدول ويسمى بالمنطقة أو المحافظة رقم ـ وترتبط رئاسة كل منطقة من المناطق على مستوى العالم مباشرة بالمركز العام وتقع مجموعة الدول العربية في المنطقة 352.[بحاجة لمصدر]
• يتكون كل نادٍ من:
ـ رئيس.
ـ نائب رئيس أو أكثر
- امين السر
ـ وأمين صندوق.
ـ مجلس إدارة مؤلف من (5) عضواً على أن يكون بينهم شخص أو اثنان من رؤساء النادي السابقين.[بحاجة لمصدر]
ـ لجان متنوعة تشكل من قبل المجلس لتشمل الأنظمة المختلفة.

## الجذور الفكرية والعقائدية
تعمل أندية ي ليونز وفقا لقوانين البلدان المشهرة فيها وتحت الإشراف المباشر للهيئة الادارية التي تشرف على النشاط التطوعي والجمعيات الأهلية في كل بلد، وليس لأندية الليونز أي أجندات سرية غير معلنة، كما أن إجتماعاتها مفتوحة للجميع.
وتقوم الأندية بتنفيذ مشاريع خدمية تعالج التحديات الحالية – مثل الأمية، الجوع، الفقر، المرض، نقص المياه النظيفة وتلوث البيئة – مع الحث على المحافظة على أعلى المستويات الأخلاقية في حياتهم المهنية.
وفي العالم العربي تقوم أندية ليونز بمشاركة المجتمع المحلي في همومه وفي معالجة مشاكله وتوفير المياه النظيفة في المدارس والقرى وتأهيل القرى النائية المعدمة إضافة إلى تكفلها بعمليات القلب الجراحية للأطفال وتوفير العديد من حملات التوعية والتبرع لتوفير العلاج لأمراض السكري والسرطان والكبد والسل وغيرها والمساهمة في تخفيف وطأة أمراض المجتمع من تدخين وإدمان والعنف الأسري وطيش القيادة وغيرها. هذا وتولي الأندية إهتماماً خاصاً بتوفير مستلزمات المدارس والطلبة من كمبيوتر أو كتب أو مستلزمات الدراسة سنوياً. وتنشط الأندية بدعم المحتاجين لتعلم الحرف المختلفة أو إرشاد الطلاب في إختيار المهن والحرف اللازمة لمجتمعاتهم. وتهتم بتزويد الجمعيات والمؤسسات الرسمية والخاصة بالأجهزة الطبية المتقدمة وسيارات الإسعاف وباصات النقل وغيرها من آلاف المشاريع سنوياً.

## انتشار ليونز

### نوادي الليونز حول العالم
أصبحت المنظمة دولية في 12 مارس 1920، عندما تم إنشاء أول ناد في كندا في وندسور، أونتاريو. في عام 1937، تأسست في سان خوان، بورتوريكو. منذ ذلك الحين انتشرت أندية الليونز في جميع أنحاء العالم ولديها قائمة عضوية حالية تضم 1.4 مليون عضو حول العالم.

### امتدادات لعائلة الليونز
بالإضافة إلى أندية الليونز للبالغين، تضم عائلة الليونز نوادي ليونز ونوادي ليو ونوادي ليونز كامبس وأشبال الأسد. هذه الأقسام هي جزء من أندية الليونز الدولية.

#### نوادي ليونيس
عضوية نادي ليونيس هي عمومًا للنساء، باستثناء الرجال الذين يصبحون أيضًا أعضاء ليونيس في الوقت الحاضر.[بحاجة لمصدر] وهكذا يصبح نادي الليونز هو نادي الآباء لنادي ليونيس. يشبه تسمية النادي أيضًا اسم نادي ليونز - على سبيل المثال، ليونيس كلوب منطقة ساتارا المتحدة 323D-1 الذي يشكل ويرعى نادي ليونيس كلوب منطقة ساتارا المتحدة 323D-1. في العديد من المناطق، ولا سيما الولايات المتحدة، تم حل أندية ليونيس ودمجها في أندية الوالدين لجعل النادي أكثر فاعلية ككل.[بحاجة لمصدر]

#### أندية ليو
المقال الرئيسي: نوادي ليو
نوادي ليو هي امتداد لمنظمة خدمة ليونز التي تهدف إلى تشجيع خدمة المجتمع والمشاركة منذ الصغر. مثل الكثير من نوادي ليونيس، يتم رعاية نوادي ليو بواسطة أحد الوالدين نادي الليونز. نوادي ليو هي منظمة مدرسية مشتركة مع أعضاء تتراوح أعمارهم بين 12 و18 عامًا من نفس المدرسة، ويشار إليها عادةً باسم ألفا نوادي ليو. كما توجد نوادي مجتمعية؛ هذه الخدمات عمومًا تلبي احتياجات الأشخاص الذين تتراوح أعمارهم بين 18 و 30 عامًا، ويشار إليها باسم نوادي أوميغا ليو. يُطلب من نوادي ليو أن يكون لها مستشار نوادي ليو، وهو عضو في نادي ليونز الراعي يحضر الاجتماعات ويقدم المشورة العامة للنادي. تضم الليونز الدولية أكثر من 250.000 عضو في نادي ليو في أكثر من 150 دولة.

#### أندية كامبوس ليونز
ينضم العديد من ليوس إلى نادي كامبوس ليونز إذا التحقوا بجامعة أو كلية بعد التخرج من المدرسة الثانوية. يوجد أكثر من 600 نادي في كامبوس ليونز في العالم بما في ذلك ما يقرب من 13000 عضو في حرم الجامعات والكليات في أستراليا والبرازيل وكندا والصين وجمهورية الدومينيكان والإكوادور والسلفادور وإنجلترا وإثيوبيا وألمانيا والهند وإندونيسيا وإيطاليا ومنغوليا ونيبال ونيجيريا والنرويج وباكستان وبنما وبيرو والفلبين وروسيا وسريلانكا وتايلاند وأوغندا والولايات المتحدة وفنزويلا وكينيا وزيمبابوي ونادي فيلق الأسود في جامعة غانا و KNUST كامبوس ليونز وجامعة كوازولو- نادي ناتال كامبوس ليونز هو النادي الوحيد النشط في كامبوس ليونز الذي يعمل حاليًا في جمهورية جنوب إفريقيا.

#### نوادي الليونز المتخصصة
هذه مستأجرة للتركيز على حاجة محددة. على سبيل المثال، أندية السُكري، ونوادي البطلة الليونز (الأولمبياد الخاص)، والرؤية، والسمع، والمشردين/ الجوع، وما إلى ذلك قد تكون الأندية المتخصصة أيضًا على أساس عرقي أو قد يكون لأعضائها اهتمامات مماثلة - على سبيل المثال، نادي ليونز البستنة الذي يكون لأعضائه جميعًا مصالح الحدائق.

#### اشبال الاسد
اشبال الاسد هي منظمة لخدمة الشباب للطلاب في سن الابتدائية (من سن ثمانية إلى اثني عشر عامًا). تم استئجار النادي الأول في منطقة مدارس أوين جيه روبرتس في بوتستاون، بنسلفانيا، الولايات المتحدة. تم تطويره للطلاب من الصف الرابع إلى السادس، وبالتالي أصغر من أن يكونوا أعضاء في نادي ليو. بدأت الأندية (نادي واحد في كل مدرسة من خمس مدارس ابتدائية) اجتماعاتها وأنشطتها في سبتمبر 2008 وتم اعتمادها رسميًا في 24 مارس 2009. النادي برعاية نادي كوفنتري ليونز في منطقة 14بي. في السنة الأولى لأشبال الأسد (2008-2009) كان 179 عضوًا.

## اتفاقية دولية
يُعقد مؤتمر دولي سنويًا في مدن في جميع أنحاء العالم للأعضاء للقاء ليونز أخرى، وانتخاب ضباط العام المقبل، والمشاركة في العديد من الأنشطة المخطط لها. في المؤتمر، يمكن لليونز المشاركة في الانتخابات والاستعراضات، وعرض ومناقشة جمع التبرعات والمشاريع الخدمية، والدبابيس التجارية وغيرها من الهدايا التذكارية. عُقد المؤتمر الأول في عام 1917، العام الأول لوجود النادي، في دالاس، تكساس. كان من المقرر عقد اتفاقية عام 2006 في نيو أورلينز، ولكن الأضرار التي لحقت أثناء إعصار كاترينا تعني أنه كان لابد من نقل الاتفاقية إلى بوسطن.

## نظريات المؤامرة
دعا المسلمون إلى حظر نادي الليونز، قائلين إنه جزء من مؤامرة صهيونية. وقد أطلق على النادي اسم جبهة «الكفرة» للماسونية والحركة الصهيونية العالمية وهدد الإسلام في أكبر دولة إسلامية في العالم من حيث عدد السكان.
بالنظر إلى أن العديد من الماسونيين أعضاء في نوادي الليونز، وكان مؤسسها، ملفين جونز، أيضًا ماسونيًا،  ادعت نظريات المؤامرة الحديثة أن الليونز مرتبطون ويعملون بشكل متماسك مع الماسونية. تم العثور على أحد الأمثلة على مؤامرة صعود مارثا إف لي: التفكير المؤامرة والحياة العامة الأمريكية. تقول أن «الماسونيين على ما يبدو متعاونون مع أندية الليونز ويشاركون في مؤامرات تتراوح من توزيع الأسبارتام للسيطرة على العقل البشري، إلى موت جون بول الأول، إلى مؤامرة واضحة لنشر الصهيونية.»
هذا التصور، وفقًا لأحد مواقع الماسونية، يمكن تتبعه إلى كتابات جون روبسون والآبي بارويل حول أسباب الثورة الفرنسية، وبروتوكولات حكماء صهيون. على الرغم من عدم وجود رابط مباشر بين الليونز والماسونيين، إلا أنهما متوافقان وقد يكون لهما عضوية متداخلة، كما يتضح من خطاب ألقاه في عام 2004 لنادي الليونز من قبل ميسون يدعى جيمس ف. كيرك وايت. كان موضوع الحديث «مشاركة الماسونية في مجتمعك». علاوة على ذلك، يتضح توافقها من خلال الماسونيين في ألبيون، نيويورك الذين يقدمون مساحة لليونز في محفل ماسوني. يعتقد آخرون أيضًا أن أندية الليونز هي في الواقع «جمعية سرية» لديها قدر كبير من الطقوس السرية داخل بنيتها. وبحسبهم فإن الليونز هي إحدى تلك الفئات الاجتماعية المنتمية إلى جمعية سرية تطالب بالولاء للانضمام.
كتب المؤلف الألماني المثير للجدل يان أودو هولي، المعروف باسمه المستعار جان فان هيلسينج، في كتابه الصادر عام 1995 (Geheimgesellschaften und ihre Macht im 20). مائة عام (المجتمعات السرية وقوتها في القرن العشرين) أن الليونز أسسها بناي بريث في شيكاغو عام 1917 وذلك، مثل الماسونيين والجمعيات السرية الأخرى، يستخدم 90٪ من أعضائها من قبل النخب وليس لديهم أدنى فكرة عما يحدث في المراتب العليا. أوضح هولي أن الدرجات الدنيا من التسلسل الهرمي لهذه المنظمات تعمل كثيرًا في العمل الاجتماعي وتقدم برامج جيدة.

## وصلات خارجية
- الموقع الرسمي